# 籠池通
籠池通（かごいけどおり）は兵庫県神戸市中央区の町名。現行行政地名は籠池通一丁目から籠池通七丁目。郵便番号は651-0053。

## 地理
旧・葺合区北東部の住宅地域。東は灘区青谷町、南は中央区野崎通、南西で僅かに熊内町と接し、西は中尾町、北は中島通。東から順に一～七丁目が置かれている。
『角川日本地名大辞典』によれば一丁目にカトリック聖ザベリオ宣教会・キリスト教神戸真教会、二丁目に市立籠池児童館・市立籠池老人いこいの家、四丁目に神戸労災病院、五丁目に小さき花の園幼稚園・灘カトリック教会、七丁目に霊法会本部があるという。

## 歴史
籠池は漏水の激しい池の事をいい、旧筒井村の灌漑用水池があった事に因む（葺合懐古三千年史）。
神戸市葺合町の一部から大正5年（1916年）成立した。昭和6年（1931年）から葺合区に属し、昭和55年（1980年）からは葺合区・生田区合併に伴い中央区に属す。
- 天明7年（1787年）の明細帳などに籠池が記される[2]
- 明治43年（1910年）の地籍図に籠池に東・西・上・中などを冠した小字が六つ見える[2]（歴史と神戸20）[1]。
- 大正15年（1926年）、葺合町の一部を編入。
- 昭和39年（1964年）、神戸労災病院開院。
- 昭和49年（1974年）、一部が中尾町・中島通一～五丁目となる。

## 人口統計
- 平成17年国勢調査（2005年10月1日現在）での世帯数569、人口1,368、うち男性591人、女性777人[3]
- 昭和63年（1988年）の世帯数679・人口1,665[1]。
- 昭和35年（1960年）の世帯数464・人口1,844[1]。
- 大正9年（1920年）の世帯数145・人口578[1]。